# 布利亚斯
布利亚斯，是西班牙穆尔西亚自治区的一个市镇。总面积82平方公里，总人口11008人（2001年），人口密度134人/平方公里。